# O’Shanique Foster
O’Shanique Foster (* 17. September 1993 in Orange, Texas) ist ein US-amerikanischer Profiboxer und aktueller WBC-Weltmeister im Superfedergewicht.

## Amateurkarriere
Foster begann im Alter von acht Jahren im King’s Gym von Orange mit dem Boxsport und schaffte es 2011 in die US-Olympiaqualifikation in Mobile (Alabama), wo er jedoch im Finalkampf gegen Joseph Diaz unterlag. Zu seinen weiteren Erfolgen zählen der zweimalige Gewinn der National Junior Golden Gloves und der fünfmalige Gewinn der Ringside National Championships.

## Profikarriere
2012 wurde er Profi und gewann 18 seiner ersten 20 Kämpfe, ehe er am 18. März 2022 Muhammadkhuja Yaqubov (Kampfbilanz: 18-0) einstimmig nach Punkten besiegte und sich damit für den Kampf um den vakanten WBC-Weltmeistertitel im Superfedergewicht qualifizierte. Diesen Titelkampf gewann er am 11. Februar 2023 ebenfalls einstimmig nach Punkten gegen Rey Vargas (36-0).
Nach zwei Titelverteidigungen verlor er den Gürtel am 6. Juli 2024 durch eine Punktniederlage an Robson Conceição (18-2), gewann jedoch den Rückkampf und damit den Titel am 2. November 2024.